# Nabil Rouabhi
Nabil Rouabhi, né le 15 mai 1966 est un handballeur algérien. Il a notamment participé aux Jeux olympiques de 1996

## Palmarès

### avec l'Équipe d'Algérie
- 16e au championnat du monde 1995 ( Islande)

- 10e place aux  Jeux olympiques de 1996
- Finaliste du Championnat d'Afrique 1994 ( Tunisie)

- Vainqueur des Jeux africains de 1987